# Minardi PS04
A Minardi PS04 egy Formula–1-es versenyautó, amelyet a Minardi fejlesztett 2003 őszén, de egyetlen versenyen sem vetett be. Helyette a 2004-es Formula–1 világbajnokságot a Minardi PS04B konstrukcióval teljesítették, amelyhez a nevével ellentétben nem sok köze van, ugyanis teljesen függetlenül épült meg tőle.

## Áttekintés
A PS04 nem áll technikailag semmilyen kapcsolatban a megelőző PS01, PS02 és PS03 modellekel, amelyeket a csapat 2001 és 2003 között használt. Szinte teljes egészében megegyezik a megszűnt Arrows csapat által használt Arrows A23-as modellel, amelyet 2002-ben versenyeztettek, Heinz-Harald Frentzen és Enrique Bernoldi pilóták által.
Miután elkezdték kiárusítani a megszűnt csapat fennmaradt vagyonát 2003 nyarán, Paul Stoddart Minardi-csapattulajdonos megvásárolt öt darab A23-as kasztnit, valamint hozzájuk tartozó felszereléseket. Az eredeti cél az volt, hogy a Minardi csapat fejlesztői áttanulmányozzák ezeket a kasztnikat, és felhasználják őket a jövőbeli fejlesztéseikhez.
2003 szeptemberében összehasonlító teszteket végeztek az Arrows A23 és a Minardi PS03 között. Az egyik Arrows-kasztniba Minardi-elektronikát helyeztek, valamint a saját felfüggesztésükkel látták el és egyéb apró dolgokat is kicseréltek. Ezt a kasztnit nevezték el Minardi PS04-nek.
Az autót Mugellóban tesztelte Nicolas Kiesa. Egyáltalán nem volt lassabb, mint a PS03-as, Kiesa szerint pedig a leszorítóereje is jobb volt. Két héttel később Jos Verstappen is tesztelte, aki gyűlölte a szerinte pocsék PS03-ast, és szerinte az új autó egyértelműen jobb volt.
2003 végére a Minardi arra a döntésre jutott, hogy a 2004-es idénynek a PS04-gyel vágnak neki. Végül aztán Paul Stoddart meggondolta magát. A legtöbb forrás szerint az lehetett a baj, hogy az Arrows kasztnijával sehogy sem harmonizáltak a Bridgestone abroncsok, ráadásul a szabályváltozások miatt más átalakításokat is kellett volna végezni. A Minardi végül a PS04B modellel versenyzett 2004-ben, amely néhány aerodinamikai megoldást leszámítva semmilyen módon nem kapcsolódik a PS04-eshez, hanem a PS03 továbbfejlesztése volt.
2005 telén Paul Stoddart eladta néhány kasztniját Szuzuki Agurinak, aki aztán Super Aguri SA05 néven saját csapatánál, a Super Agurinál versenyeztette azt a 2006-os idényben. A csapat következő autója, a Super Aguri SA06 is tartalmazott erről az autótól elemeket.

## Forráshivatkozások
1. ↑  admin: Arrows A23 Saga: Minardi PS04 – Part 2 (nl-NL nyelven). UnracedF1.com, 2020. március 15. (Hozzáférés: 2024. szeptember 18.)
2. ↑  https://www.autosport.com/f1/news/arrows-chassis-shines-in-minardis-comparison-test-5064271/5064271/
3. ↑  https://www.autosport.com/f1/news/arrows-chassis-impresses-minardi-in-test-5022613/5022613/